# リンカーン郡戦争
リンカーン郡戦争(Lincoln County War)は、1870年代後半のアメリカ西部の辺境で起きた事件のこと。当時のニューメキシコ準州のリンカーン郡で発生した、二つの派閥の間の一連の紛争事件を指す。この「戦争(War)」は、裕福な牧場主が率いる派閥と、独占的な雑貨店の経営者が率いる派閥との間で起こった。牧場主側の派閥には、ヘンリー・マカーティことビリー・ザ・キッドがいたことで有名な事件である。

## 事件に至る背景

### マーフィー、ドランの派閥(雑貨店)
アイルランド人のローレンス・マーフィー (L・G・マーフィー & カンパニーの創設者)とジェームス・ドラン(J・J・ドラン)による派閥。さらに上記二人のパートナーとして、ジョン・H・ライリーがいた。ドランとライリーは、地域の物資、商売を事実上独占していた雑貨店「ザ・ハウス」を、郡庁所在地のリンカーンに所有していた。「ザ・ハウス」の経営者たちは、ニューメキシコ州サンタフェの土地の役人とも親密な関係にあり、トーマス・B・カトロンを筆頭とした、地域の法の執行を牛耳る政治／犯罪組織、「サンタフェ・リング」を形成していた。

### タンストールの派閥(牧場主)
24歳のジョン・タンストールは、イギリス人の牧場主で、地域の銀行家かつ商人。
彼と、法律家のアレクサンダー・マクスウィーン、地域に莫大な頭数を抱える有名な牛飼いのジョン・チザムの3名は、マーフィーとドランの派閥のギャング「ザ・ボーイズ」に対抗するため、乱暴者の徒党「レギュレーターズ」(整理屋)を率いており、この中にビリー・ザ・キッドも含まれていた。タンストールは「ザ・ハウス」の真向かいに雑貨店を開き、チザムから買った牛を納品した。チザムは、以前からマーフィー派を快く思っていなかったのでタンストールに協力した。

#### アイアン・クラッド
レギュレーターズにはさまざまな時期にアメリカとメキシコのカウボーイらが属していたが、主立った10人強のメンバーらは「アイアン・クラッド (鉄甲)」として知られていた。そのメンバーとは、
- ビリー・ザ・キッド
- リチャード・"ディック"・ブリュワー（英語版）
- フランク・マクナブ（英語版）
- ジョシア・"ドック"・スカーロック（英語版）
- ジム・フレンチ（英語版）
- ジョン・ミドルトン(カウボーイ)（英語版）
- コー兄弟（ジョージ・コー（英語版）とフランク・コー（英語版））
- ホセ・チャベス・イ・チャベス（英語版）
- チャーリー・ボウドル（英語版）
- トム・オフォリアード（英語版）
- フレッド・ウェイト（英語版）
- ヘンリー・ブラウン（英語版）

であった。

## リンカーン郡戦争の始まり
1877年秋、ビリー・ザ・キッドがタンストールに雇われた直後、暴力は勃発した。「ザ・ハウス」の経営者、ドランとライリーは、未払いの負債の支払いとして、タンストールの馬のいくつかを差し押さえることができる裁判所の命令を取得した。馬を回収するために作られた一団には、多くの犯罪者がいて、そのほとんどはテキサスに移住したジェシー・エヴァンスという無法者が率いる、「ザ・ボーイズ」として知られるギャング集団のメンバーであった。かつては若いビリー・ザ・キッドもそのギャングのメンバーで、同様にカーリー・ビル・ブロシウスとしてよく知られている無法者のウィリアム・ブレスナハンも、ここで法執行者ワイアット・アープの宿敵としての悪名をつかんだ。
1878年2月18日、ドランの仲間らは、ジョン・タンストールを田舎のリンカーン郡に追い込んだ。牧場主が代理人に異議を申し立てた時、彼はジェシー・エヴァンスとウィリアム・モートン、トム・ヒルに射殺された。タンストールの殺害は、ビリー・ザ・キッドを含む彼の仲間の数名が離れたところから目撃していた。
タンストール派の生き残ったカウボーイたちは、殺人者を取り押さえる代理に任命された。そして「レギュレーターズ」として知られる彼らは、タンストールを殺した者への報復と、タンストールのパートナーであるマクスウィーンとチザムのさらなる利益を模索した。

## 敵討ち
レギュレーターズはすぐに彼らの逮捕令状でドランのカウボーイたちを取り押さえることに着手した。何よりも最初の標的はウィリアム・モートンで、彼は鉄の信頼によってリオ・ペニャスコ近くの田舎に追い込まれた。5マイルを走った銃撃戦の末に、モートンは彼と仲間の郡副保安官、フランク・ベイカーが生きてリンカーンに戻れることを条件に降伏した。
レギュレーターズの隊長ディック・ブリュワーは、モートンに殺意を持ちつつも、二人を無事にリンカーンに連行すると確約した。
レギュレーターズのメンバーの中には、捕虜を処分するよう強く主張する者もいたが、同じくメンバーの一人でモートンの友人でもあるウィリアム・マクロスキーがこれを阻んだ。
1878年3月9日、リンカーンへの帰途の3日目、ブラックウォーター・クリーク沿いのカピタンの丘で、マクロスキー、モートン、ベイカーの3名が殺害された。レギュレーターズは、モートンがマクロスキーを殺害してベイカーと共に逃亡を図ったので、両名を射殺せざるを得なかったと主張したが、この話を信じる者はほとんどいなかった。モートンが、レギュレーターズにおける唯一の友人を殺害したという意見が信じがたいものだったからである。モートンとベイカーの遺体のそれぞれに11個の弾痕 (レギュレーターズ1名あたり1発) が存在した事実も、彼らがレギュレーターズによって故意に殺害され、それに反対したが故にマクロスキーも命を落とすことになったという疑惑を補強するものとなった。しかしながら、他の証拠によるとモートンの弾痕は10個、ベイカーのは5個で、この疑惑と真っ向から矛盾している。偶然にも、まさに同じ日に、タンストールを殺害した他の2名、トム・ヒルとジェシー・エヴァンスは、ニューメキシコ州チュラロサ近くの家畜商人から羊を盗もうとして、司直の手にかかった。羊泥棒の発覚時に銃撃戦となり、ヒルは射殺され、エヴァンスは重傷を負った。エヴァンスは治療のためスタントン砦に移され、そこで、以前に発行された、インディアン居留地から家畜を盗んだ罪による連邦の令状で逮捕された。
1878年4月1日、レギュレーターズのジム・フレンチ、フランク・マクナブ、ジョン・ミドルトン、フレッド・ウェイト、ヘンリー・ブラウンとビリー・ザ・キッドらは、リンカーンの目抜き通りでウィリアム・ブラディ郡保安官と彼の副保安官らを迎撃した。ブラディとジョージ・ハインドマンは、大量のウィンチェスター銃の弾丸で殺された。一度銃撃が止み、ビリー・ザ・キッドとジム・フレンチはブラディ郡保安官の身体に走って、マクスウィーンの逮捕令状かライフルを盗もうとしたが、息のあった副保安官のビリー・マシューズは、ビリーとジムの脚を狙ってライフルを撃った。フレンチは馬に乗れないほどの傷を負い、一時的にサム・コーベットの家の狭いところに隠れさせなければならなかった。
ブラディとハインドマンの殺害のちょうど3日後、レギュレーターズはリンカーンの南西に接した地域に向かい、結局製材工場とメスカレロ・インディアンへ牛肉を供給する交易所のブレイザーズミルに行った。ここで彼らは、ガンマンのバックショット・ロバーツ（ドランの下で働いていたためタンストール殺しに関係があると考えられ、レギュレーターズによる逮捕令状に名前を挙げられていた）と銃撃戦になった（ブレイザーズミルの銃撃戦）。銃撃戦の末にロバーツは致命傷を負ったが、レギュレーターズの隊長のディック・ブリュワーを殺害し、ジョン・ミドルトン、ドク・スカーロック、ジョージ・コーの3名を負傷させた。
ブリュワーの死後、フランク・マクナブがレギュレーターズの隊長に選ばれたのだが、1878年4月29日、リンカーンから9マイル南東の地で、ドランの仲間に殺された。彼の死を受け、ドク・スカーロックが新しい隊長になった。
マクナブが死んだ翌朝、レギュレーターズの「アイアン・クラッド」は、リンカーンの町で守勢に入り、アメリカ合衆国の騎馬兵だけではなくドランの仲間とも銃撃を交わした。このただ一人の犠牲者は、440ヤードの距離からジョージ・コーにライフルで撃たれて負傷した、ドランの手下のダッチ・チャーリー・クルリングだった。政府の部隊とも交戦して、レギュレーターズは新たな敵と敵意を増した。1878年5月15日、彼らはセブン・リヴァーズ周辺を強襲して、フランク・マクナブを殺したカウボーイ、マニュエル・セゴヴィアを捕らえて、ある程度の仕返しをした。セゴヴィアは逃げようとしていたが、ビリー・ザ・キッドとジョセフィータ・チャベスによって撃たれてしまった。セゴヴィアが死ぬ前後に、レギュレーターズの「アイアン・クラッド」は新しいメンバーを迎えた。トム・オフォリアードという名前の若いテキサスのカウボーイで、彼はビリー・ザ・キッドのよき親友で仲間になった。

## リンカーンの戦闘
夏になると、二つの派閥間の大きい対立は形になって現れた。1878年7月15日の午後、レギュレーターズがリンカーンの異なる2カ所、マクスウィーンの家とエリスの店で囲まれた。彼らを取り囲んだのはマーフィー、ドラン、他セブン・リヴァーズのカウボーイたちで、エリスの店では、ドク・スカーロック、チャーリー・ボウドル、ジョン・ミドルトン、フランク・コー、他数名だった。ジョセフィータ・チャベス率いるおよそ20名のメキシコ人のレギュレーターズもまた、町の周辺に陣取った。マクスウィーンの家では、マクスウィーンと彼の妻スーザン、ビリー・ザ・キッド、ヘンリー・ブラウン、ジム・フレンチ、トム・オフォリアード、ホセ・チャベス・イ・チャベス、ジョージ・コー、その他10数名のメキシコ人カウボーイらがいた。
その後3日の間に、銃撃と怒声が交わされたが全面的な戦闘にはいたらなかった。マクスウィーンの守備隊の一人のトム・カレンズが、流れ弾で死亡した。一方ドランのカウボーイのチャーリー・クロウフォードも、ドク・スカーロックの義理の父のフェルナンド・エレルラに500ヤードの距離から狙撃された。この時前後に、ヘンリー・ブラウン、ジョージ・コー、ジョー・スミスがマクスウィーンの家からタンストールの店に滑り込み、そこで彼らは2名のドランの手下を追い、ライフルの発砲で納屋に追い込み、ドランの手下は川に飛び込んで逃亡した。
ネイサン・ダッドリー大佐指揮下のアメリカ合衆国部隊が到着するまでこう着状態は続いた。エリスの店や他の位置での大砲の砲撃によって、ドク・スカーロックと彼の仲間たちは配置を解き、同様にジョセフィータ・チャベスのカウボーイたちも、マクスウィーンの家から逃れた。
7月19日の午後までに、ザ・ハウスには火をつけられた。 夜になると炎が広まって、中の男たちが炎と戦い続けていた時、マクスウィーンの妻スーザンは安全に家から逃れた。 9時までには、家の中に残っているものは燃えている家の裏口を壊した。ジム・フレンチが最初に突入し、ビリー・ザ・キッド、トム・オフォリアード、そしてホセ・チャベス・イ・チャベスが後に続いた。ドランの仲間は走る男たちを見て射撃を開始し、マクスウィーンの法律の仕事仲間のハーヴェイ・モリスを殺した。部隊の中には、密集した中での銃撃戦が始まった時、彼らを拘留するために裏庭に移った者もいた。マクスウィーンは、セブン・リヴァーズのカウボーイ、ボブ・ベックウィズと同じく殺された。 フランシスコ・サモラとビセンテ・ロメロもまた殺され、イギニオ・サラザルは他のメキシコ人のレギュレーターズが混乱の中、数ヤード離れた「アイアン・クラッド」のメンバーと合流するために逃げている間に、後ろから撃たれた。

## 事件の余波
結局、リンカーン郡戦争は、地域に不信と敵意を蔓延させて、生き残ったレギュレーターズから脱走者を作ったこと以外は、大した成果はなかった。次第に、彼の仲間のガンマンたちは様々な運命で散り散りになり、彼はチャーリー・ボウドル、トム・オフォリアード、デイヴ・ルダボーほか数名の友人らと共に残り、牛を飼っては他の犯罪を犯した。
その後、パット・ギャレットと彼の仲間は、1881年7月、トム・オフォリアード、チャーリー・ボウドル、ビリー・ザ・キッドを捜し出して殺した。3人はすべてニューメキシコ州のサムナー砦に埋められた。

## 参照
- Billy the Kid:  A Short and Violent Life, by Robert M. Utley, University of Nebraska Press, 1989.